# Murda Muzik
Murda Muzik è il quarto album in studio del gruppo musicale statunitense Mobb Deep, pubblicato il 17 agosto 1999.

## Descrizione
Si tratta dell'album di maggiore successo del duo, con più di un milione di copie vendute nei soli Stati Uniti, dove è stato certificato disco di platino. Con l'album del 2006 Blood Money, Murda Muzik si contende il titolo di miglior ingresso in classifica per un album dei Mobb Deep, grazie al suo debutto al terzo posto nella Billboard 200. All'interno dell'album è contenuta una delle più famose ed acclamate canzoni del gruppo, Quiet Storm.
Dell'album è disponibile anche una versione censurata, intitolata Mobb Muzik, che uscì contemporaneamente alla versione ufficiale dell'album.

## Tracce
1. Intro – 0:44
2. Streets Raised Me (feat. Big Noyd & Chinky) – 4:33 (Kejuan Muchita, Albert Johnson, Tajuan Perry, Shalene Evans)
3. What's Ya Poison (feat. Cormega) – 3:45 (Kejuan Muchita, Albert Johnson, Cory McKay)
4. Spread Love – 4:04 (Kejuan Muchita, Albert Johnson)
5. Let a Ho Be a Ho – 3:35 (Kejuan Muchita)
6. I'm Going Out (feat. Lil' Cease) – 3:45 (Kejuan Muchita, Albert Johnson, James Lloyd)
7. Allustrious – 4:09 (Kejuan Muchita, Albert Johnson)
8. Adrenaline – 4:42 (Kejuan Muchita, Albert Johnson)
9. Where Ya From (feat. 8Ball) – 4:02 (Premro Smith, Triston Jones, Kejuan Muchita, Albert Johnson)
10. Quiet Storm – 4:25 (Kejuan Muchita, Albert Johnson, Melvin Glover, Sylvia Robinson)
11. Where Ya Heart At – 4:27 (Kejuan Muchita, Albert Johnson, Sade Adu, Stuart Matthewman, Andrew Hale)
12. Noyd Interlude – 0:19
13. Can't Fuck Wit (feat. Raekwon) – 4:12 (Kejuan Muchita, Albert Johnson, Corey Woods)
14. Thug Muzik (feat. Infamous Mobb e Chinky) – 4:34 (Alan Maman, James Chandler, Lionel Cooper, Jamal Raheem, Shalene Evans)
15. Murda Muzik – 4:11 (Kejuan Muchita, Albert Johnson)
16. The Realest (feat. Kool G Rap) – 4:27 (Alan Maman, Kejuan Muchita, Albert Johnson, Nathaniel Wilson, Barbara Gaskins)
17. U.S.A. (Aiight Then) – 4:04 (Robert Taylor, Kejuan Muchita, Albert Johnson)
18. It's Mine (feat. Nas) – 4:24 (Kejuan Muchita, Albert Johnson, Nas (rapper))
19. Quiet Storm (feat. Lil' Kim) (Remix) – 4:04 (Kejuan Muchita, Albert Johnson, Kimberly Jones, Melvin Glover, Sylvia Robinson)

## Classifiche

### Classifiche settimanali
| Classifica (1999) | Posizione massima |
| ----------------- | ----------------- |
| Canada            | 6                 |
| Germania          | 67                |
| Paesi Bassi       | 63                |
| Regno Unito       | 81                |
| Stati Uniti       | 3                 |

### Classifiche di fine anno
| Classifica (1999) | Posizione |
| ----------------- | --------- |
| Stati Uniti       | 136       |